# 箕輪町
箕輪町（みのわまち）は、長野県南部の上伊那郡の町。長野県において最も人口の多い町である。

## 地理

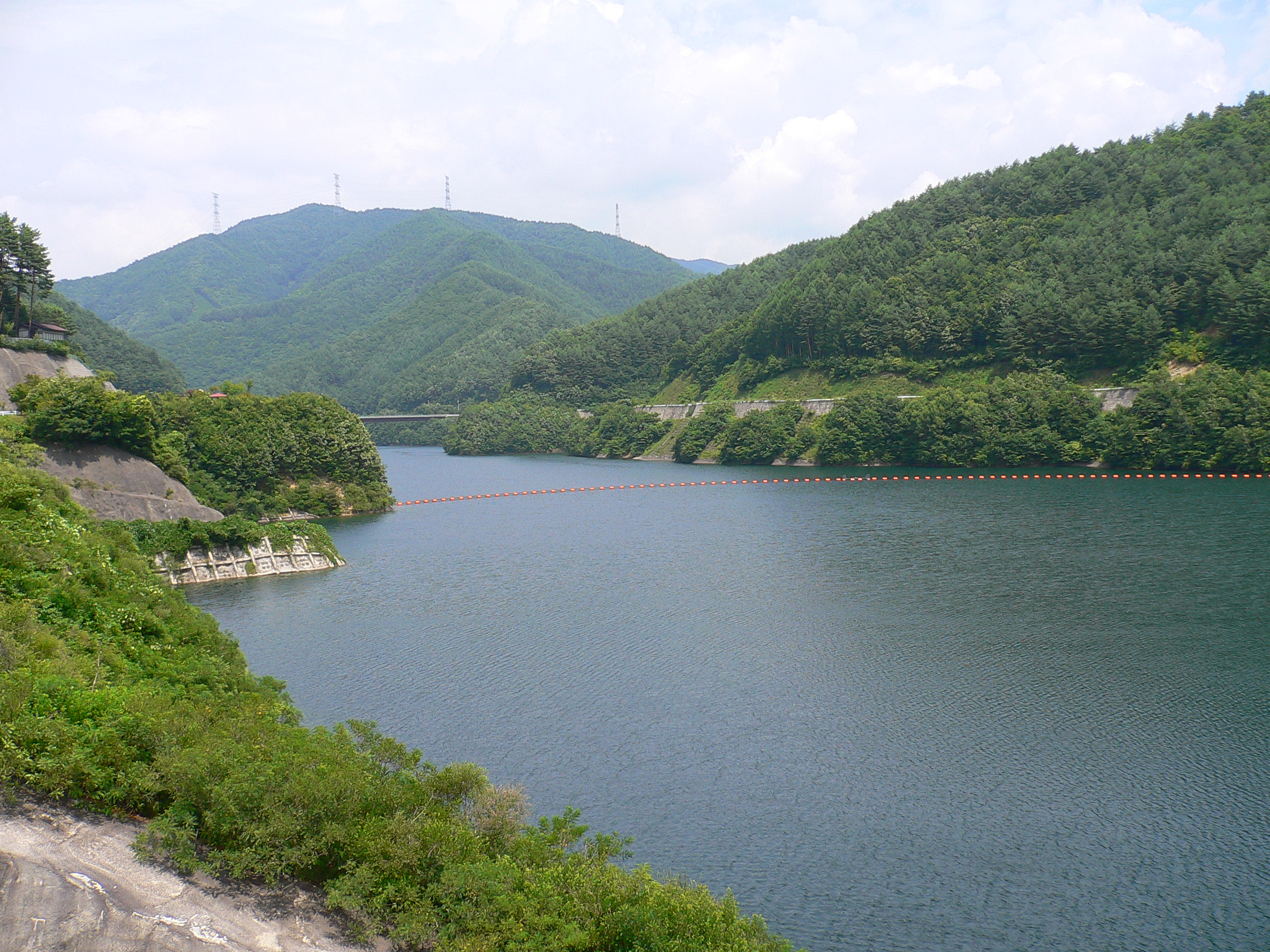
もみじ湖

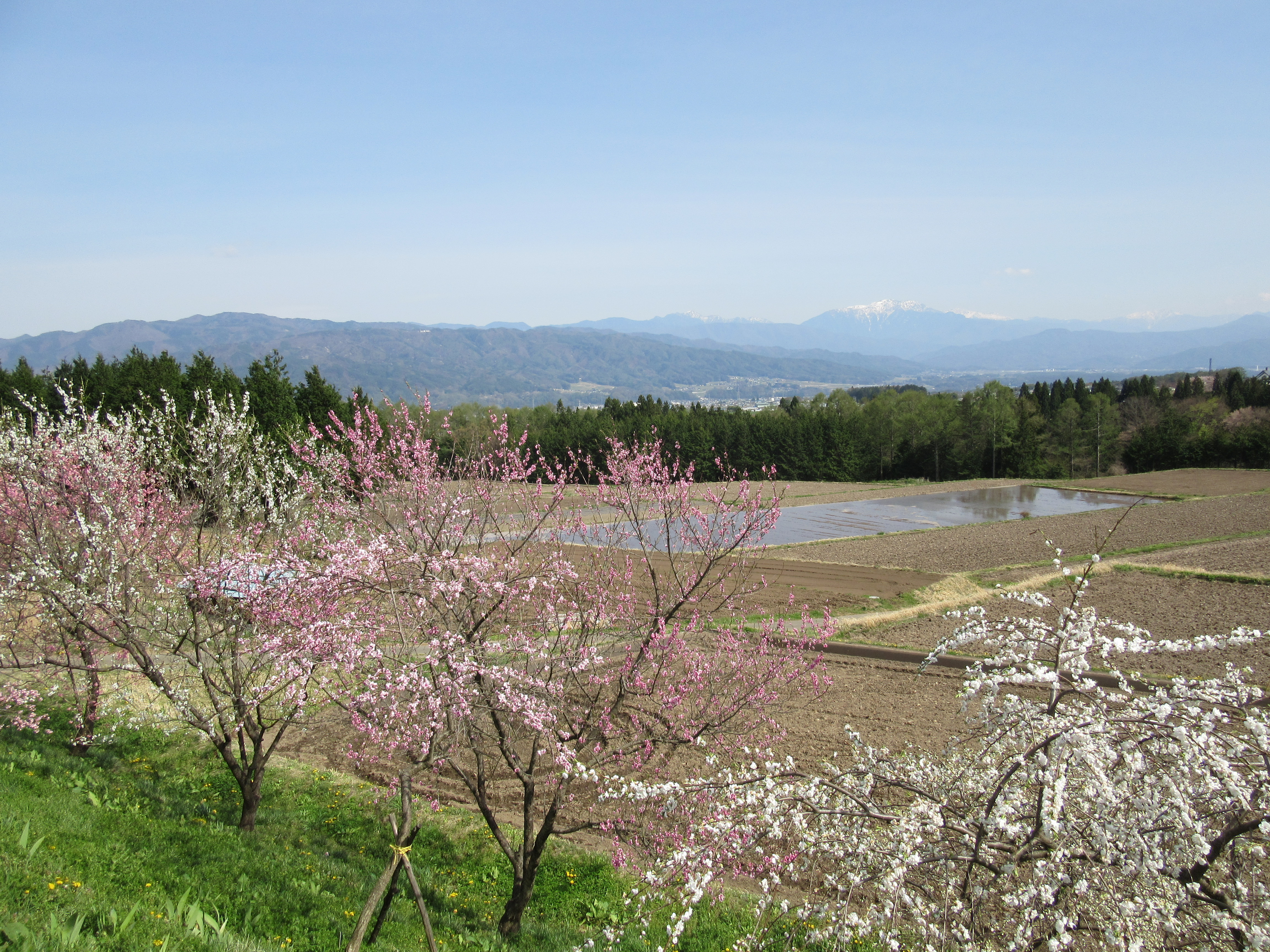
花桃と町内風景

### 位置
伊那谷の北部、天竜川の河岸段丘上に東西に広がる。町域の東側には伊那山地が、町域の西側には中央アルプスが存在する。
天竜川の西側の段丘面に、中央自動車道に沿うように灌漑用の西天竜幹線水路が走る。この用水の東側（低地側）は水田地帯、西側（高地側）は畑、果樹園と耕作がはっきりと分かれる。

### 地形

#### 山岳
主な山
- 桑沢山
- 不動ヶ峰
- 小式部城山

#### 河川
主な川
- 天竜川
- 沢川
- 桑沢川
- 深沢川
- 帯無川

#### 湖沼
主な湖
- もみじ湖（人造湖）

### 人口
| |                                        |  |
| 箕輪町と全国の年齢別人口分布（2005年） | 箕輪町の年齢・男女別人口分布（2005年） |  |
| ■紫色 ― 箕輪町 ■緑色 ― 日本全国 | ■青色 ― 男性 ■赤色 ― 女性              |  |
| 箕輪町（に相当する地域）の人口の推移 \| 1970年（昭和45年） \| 16,744人 \| \| \| 1975年（昭和50年） \| 17,464人 \| \| \| 1980年（昭和55年） \| 19,729人 \| \| \| 1985年（昭和60年） \| 21,445人 \| \| \| 1990年（平成2年） \| 22,651人 \| \| \| 1995年（平成7年） \| 24,048人 \| \| \| 2000年（平成12年） \| 25,661人 \| \| \| 2005年（平成17年） \| 26,276人 \| \| \| 2010年（平成22年） \| 26,214人 \| \| \| 2015年（平成27年） \| 25,241人 \| \| \| 2020年（令和2年） \| 24,989人 \| \| |                                        |  |
| 総務省統計局 国勢調査より |                                        |  |
| 1970年（昭和45年） | 16,744人                               |  |
| 1975年（昭和50年） | 17,464人                               |  |
| 1980年（昭和55年） | 19,729人                               |  |
| 1985年（昭和60年） | 21,445人                               |  |
| 1990年（平成2年） | 22,651人                               |  |
| 1995年（平成7年） | 24,048人                               |  |
| 2000年（平成12年） | 25,661人                               |  |
| 2005年（平成17年） | 26,276人                               |  |
| 2010年（平成22年） | 26,214人                               |  |
| 2015年（平成27年） | 25,241人                               |  |
| 2020年（令和2年） | 24,989人                               |  |

箕輪町の人口は長野県内の町としては最も多く、県内の市で最も人口の少ない飯山市と2番目に少ない大町市を上回っている。

### 隣接自治体
長野県
- 諏訪市
- 伊那市
- 上伊那郡：辰野町
- 上伊那郡：南箕輪村

## 歴史

### 近現代

#### 大正時代
1913年（大正2年）8月26日に長野県中箕輪高等小学校（現・同県上伊那郡箕輪町立箕輪中学校）の集団宿泊的行事として実施された木曽駒ヶ岳集団登山中、台風による遭難事故が起こり、生徒と引率していた当時の学校長であった赤羽校長を含む計11人が犠牲となった。
後に、この大遭難事故は三浦友和主演の映画「聖職の碑」として映画化されている。

#### 昭和時代
- 1955年（昭和30年）1月1日 - 上伊那郡中箕輪町・箕輪村・東箕輪村が合併して発足。

## 政治

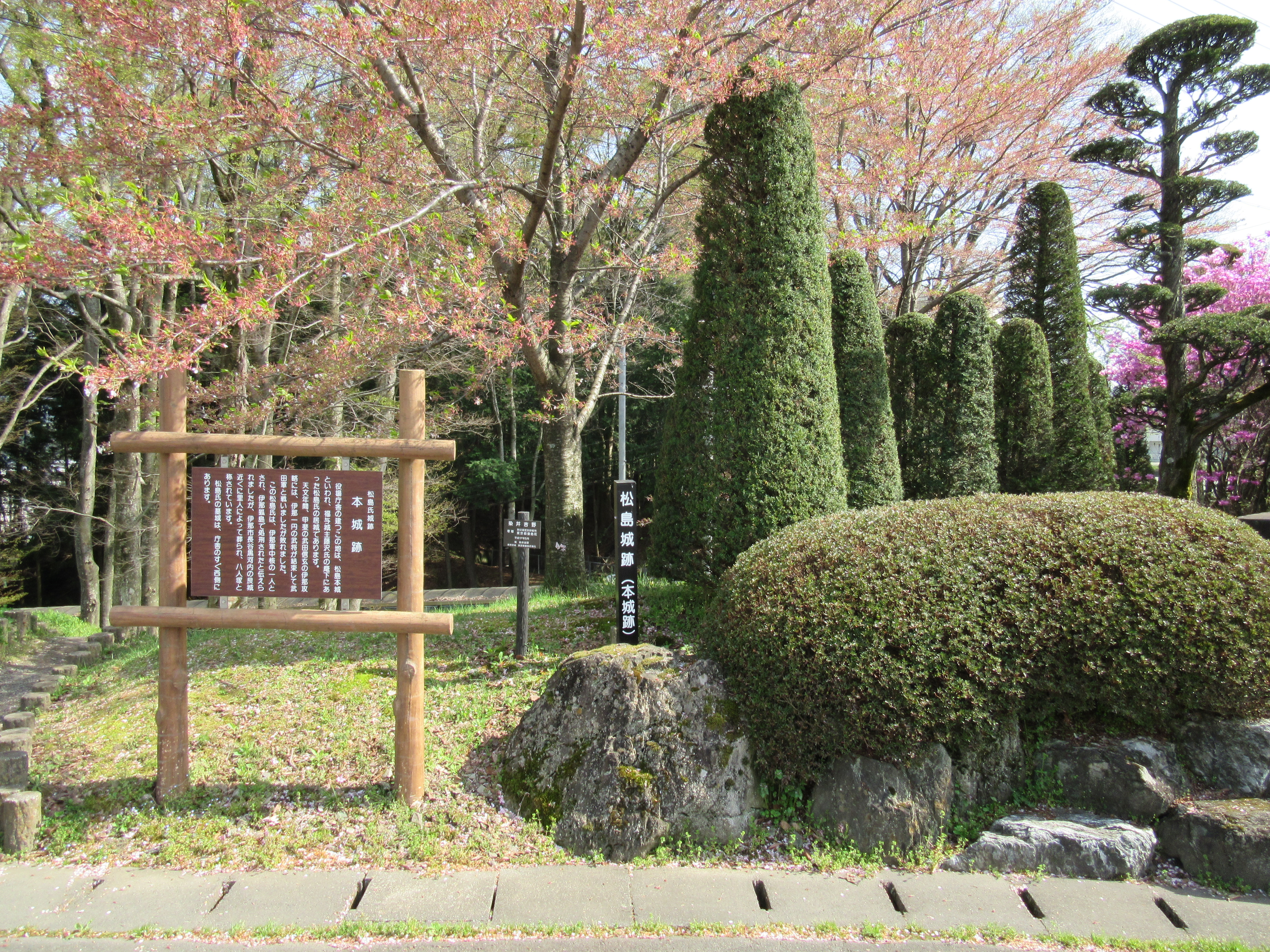
松島本城跡（箕輪町役場前）

### 行政

#### 町長
- 町長：白鳥政徳（2014年11月29日就任、3期目）

歴代町長
- 竹腰清一郎（1955年 - 1959年）
- 碓田重人（1959年 - 1970年）
- 清水重幸（1970年 - 1978年）
- 桑沢章（1978年 - 1990年）
- 井沢通治（1990年 - 2002年）
- 平沢豊満（2002年 - 2014年）

### 議会

#### 町議会
箕輪町議会
- 議員定数：15人（任期：2027年4月29日まで）
- 議長：荻原省三

## 施設

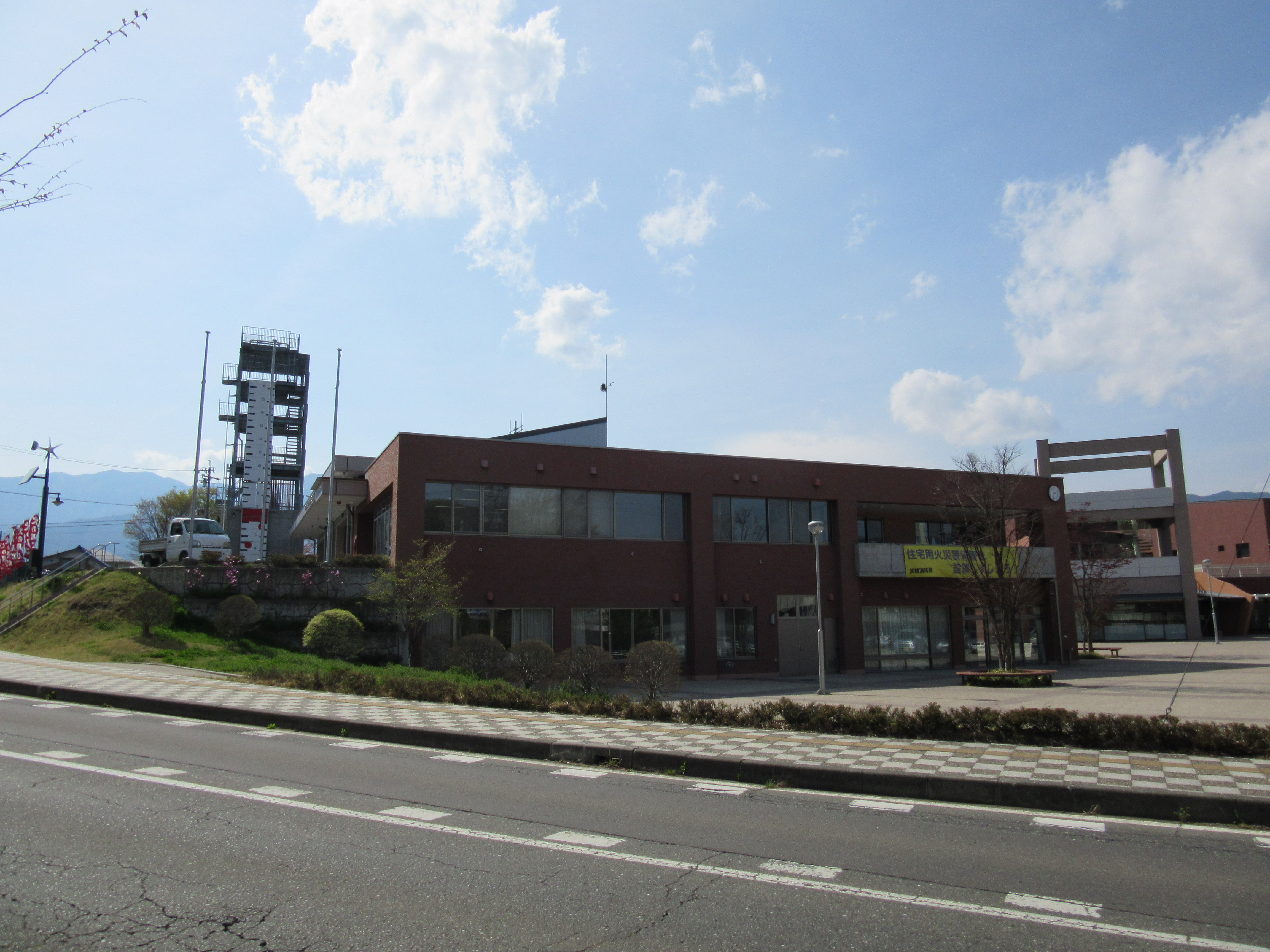
箕輪消防署

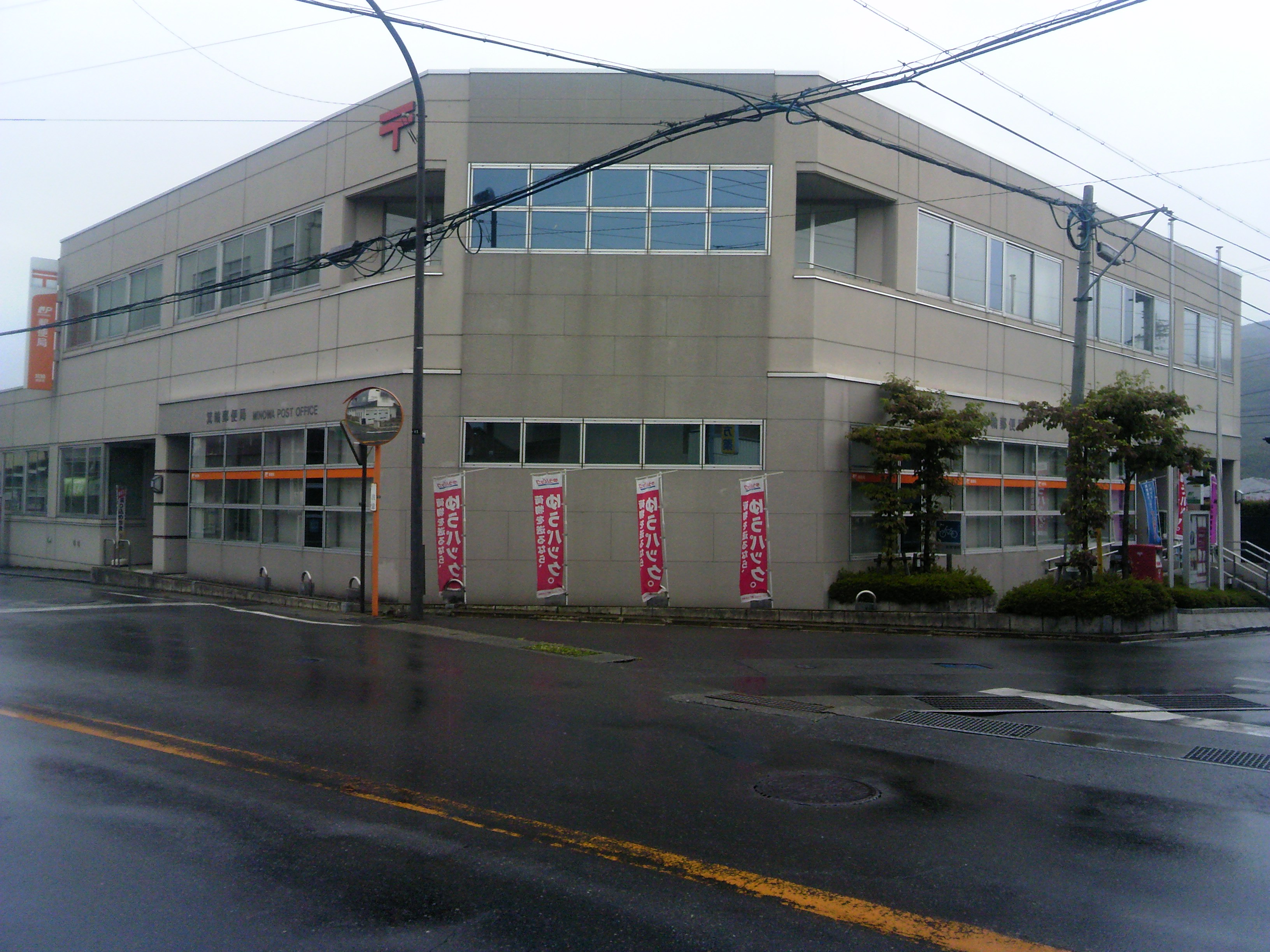
箕輪郵便局

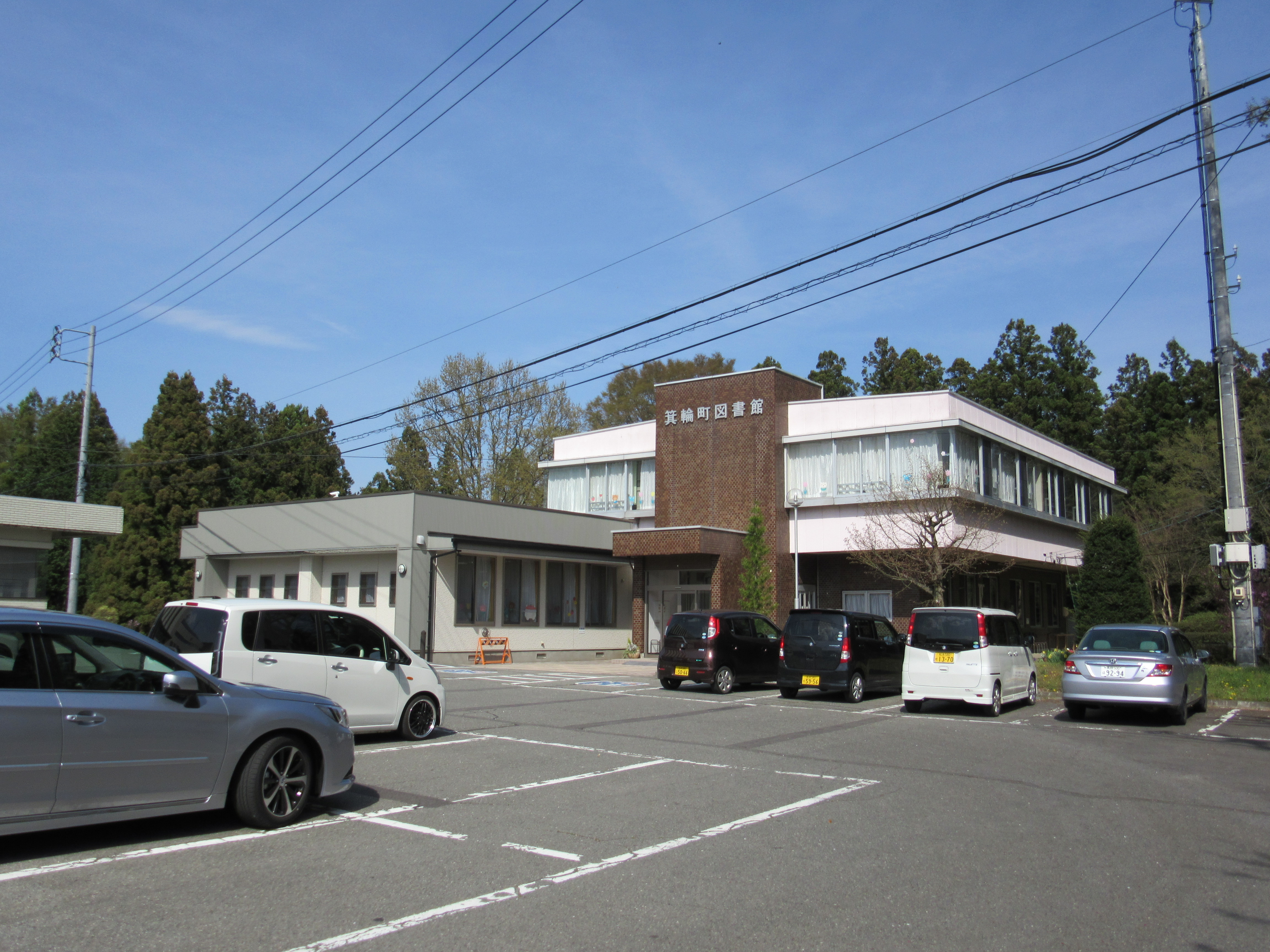
箕輪町図書館

### 警察
本部
- 長野県警察 伊那警察署

交番
- 箕輪町交番

### 消防
本部
- 上伊那広域連合消防本部

消防署
- 箕輪消防署（箕輪町中箕輪松島10284-1）

### 医療
主な病院
- 上伊那生協病院

### 郵便局
主な郵便局
- 箕輪郵便局

### 図書館
- 箕輪町図書館

### 文化施設
- 箕輪町郷土博物館

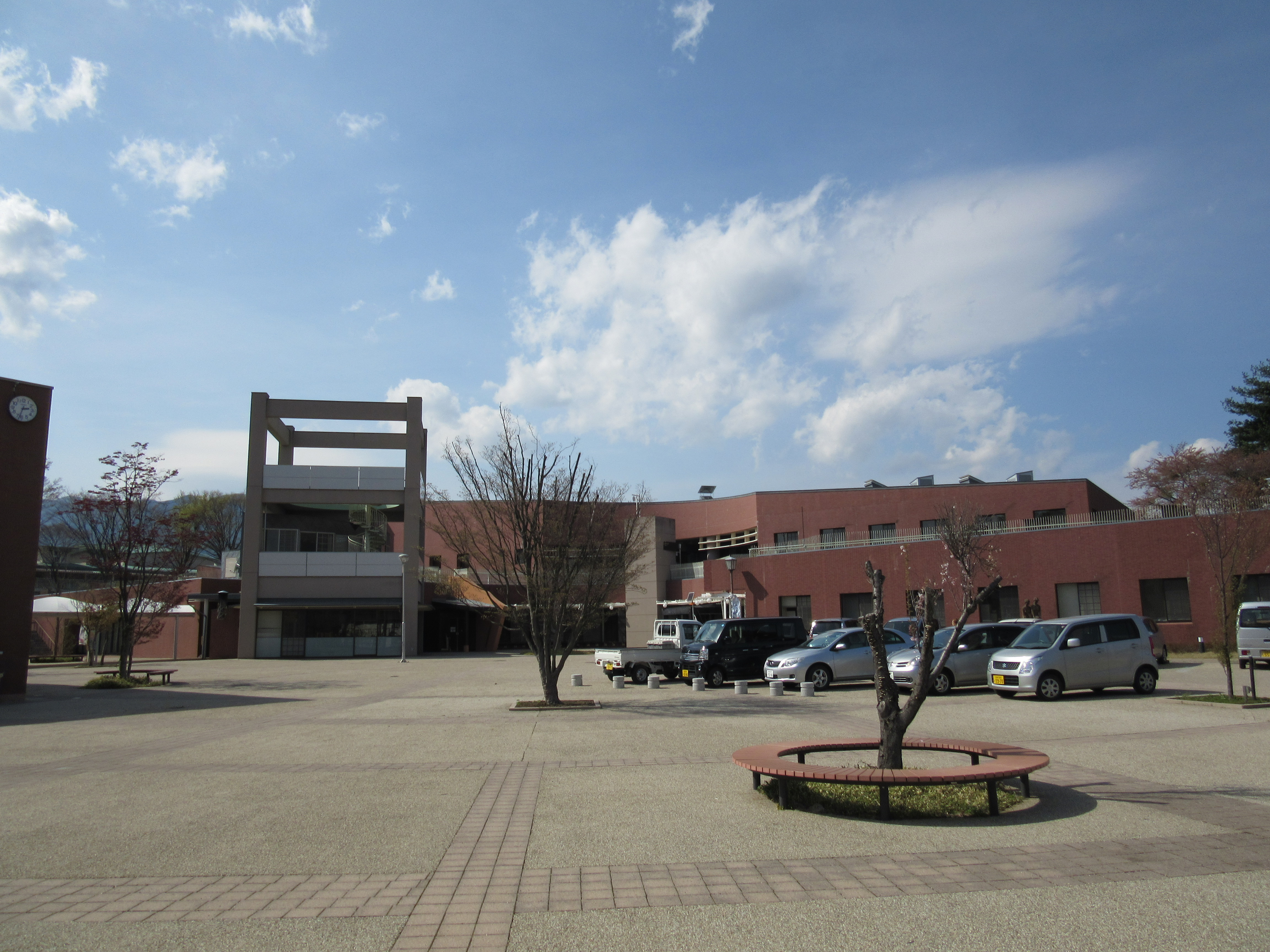
箕輪町産業支援センター
- 箕輪町文化センター
- 夢まちＬａｂｏ
- 箕輪町防災交流施設（みのわＢＡＳＥ）

- 箕輪町文化センター

## 経済

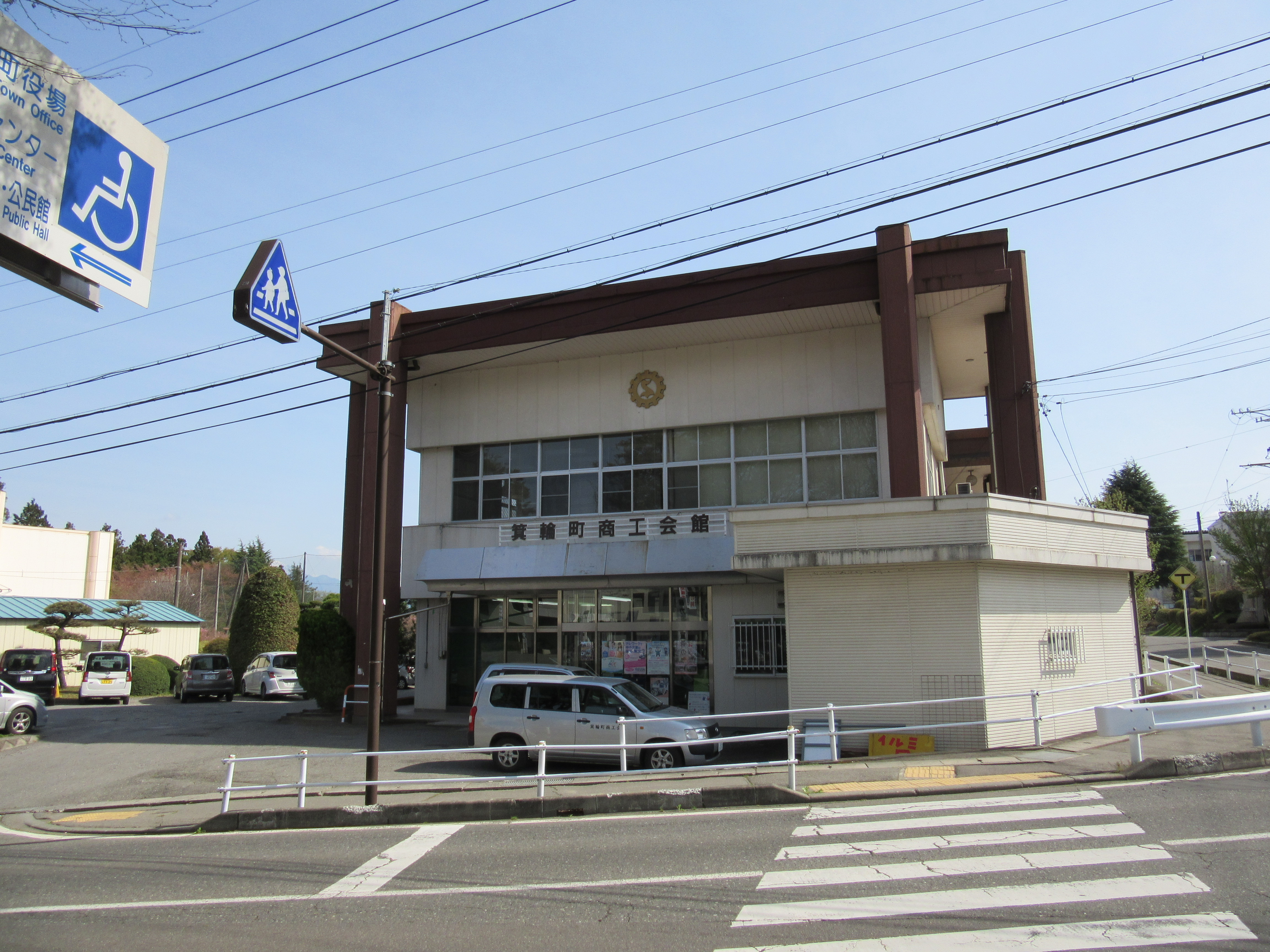
箕輪町商工会館

### 第一次産業

#### 農業
農業協同組合
- 上伊那農業協同組合
  - 箕輪支店

### 第二次産業

#### 工業
主力工場を置く主な企業
- 養命酒製造（中央研究所）
- NTN（長野製作所）
- セイコーエプソン（伊那事業所）
- HOYA（ビジョンケアカンパニー松島工場）

### 第三次産業

#### 商業
主な商業施設
- イオン箕輪店
- 西友箕輪店
- ベルシャイン伊北店
- ベルシャイン箕輪店
- みのわテラス
- 綿半スーパーセンター箕輪店

### 拠点を置く企業
本社機能を置く主な企業
- キョウデン
- KOA (企業)

## 生活基盤

### 電力
- 中部電力
- 長野県企業局

### ガス
- 諏訪ガス
- 信州ガス

### 上下水道
- 長野県企業局

### 電信
- NTT東日本

## 教育

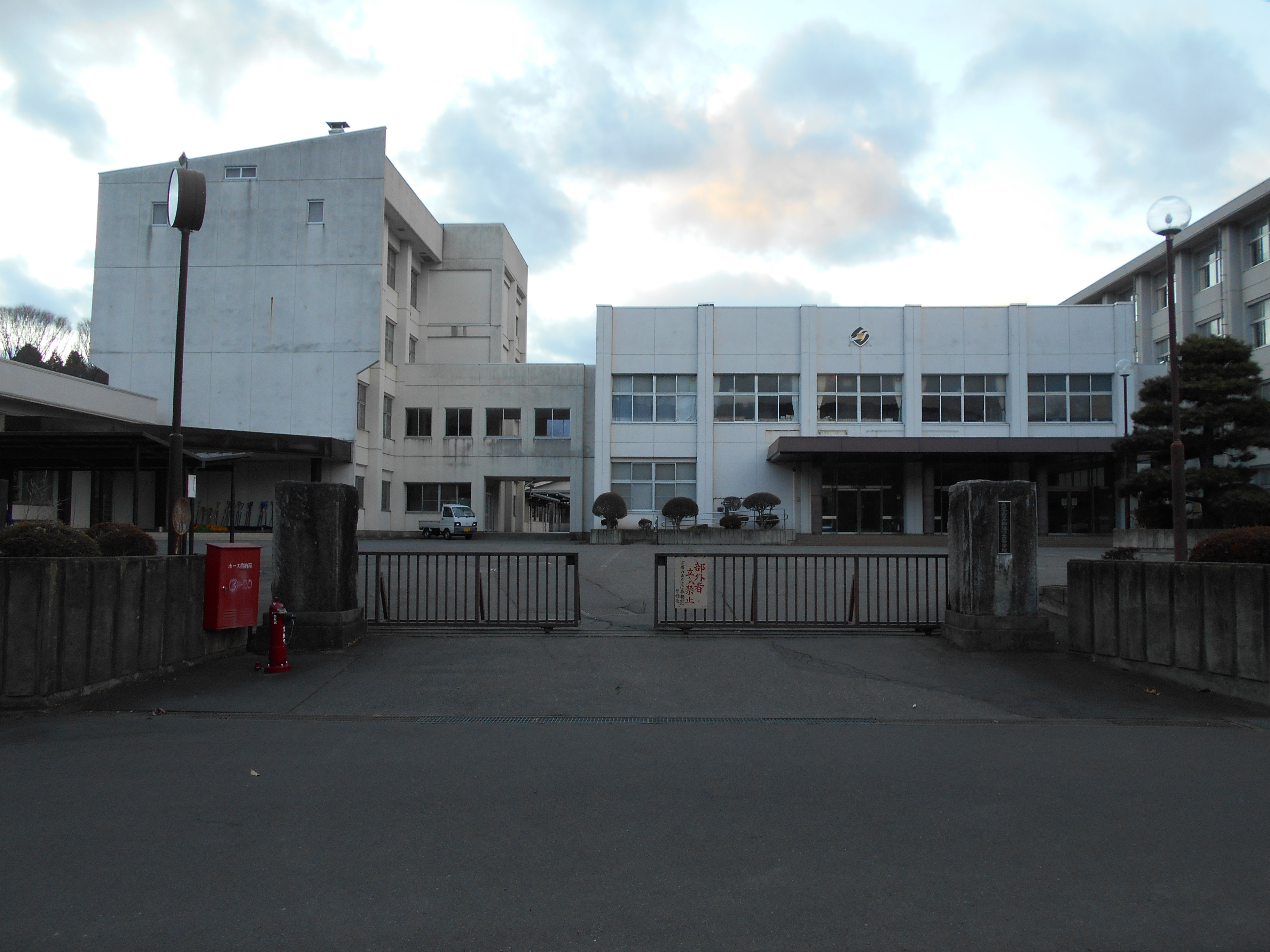
長野県箕輪進修高等学校

### 高等学校
公立
- 長野県箕輪進修高等学校

### 中学校
町立
- 箕輪町立箕輪中学校

### 小学校
小学校
- 箕輪町立箕輪中部小学校
- 箕輪町立箕輪北小学校
- 箕輪町立箕輪南小学校
- 箕輪町立箕輪東小学校
- 箕輪町立箕輪西小学校

## 交通

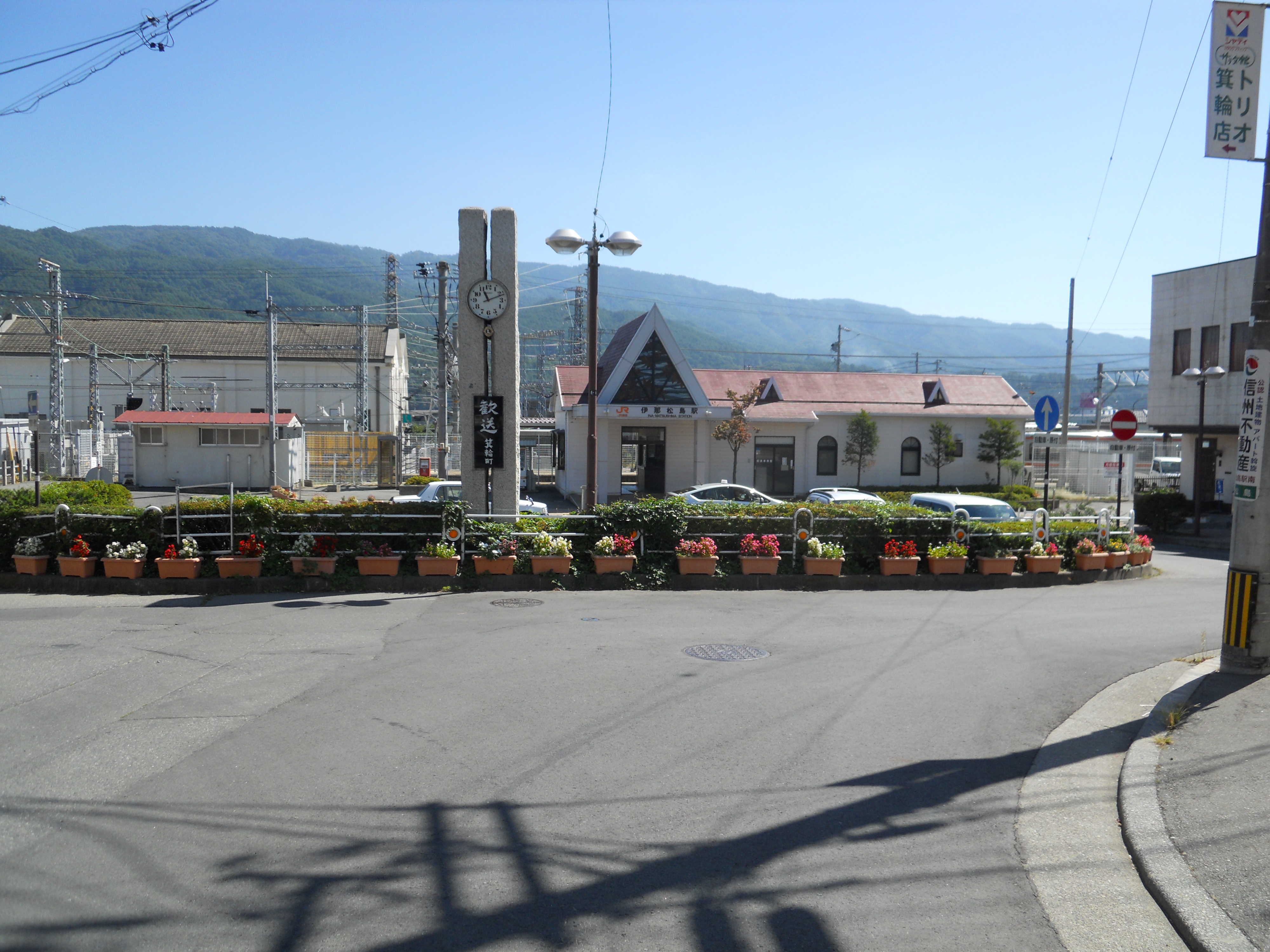
伊那松島駅

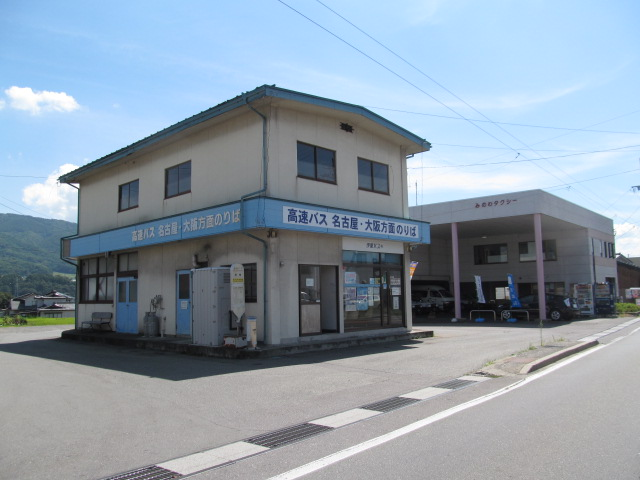
伊那バス箕輪営業所

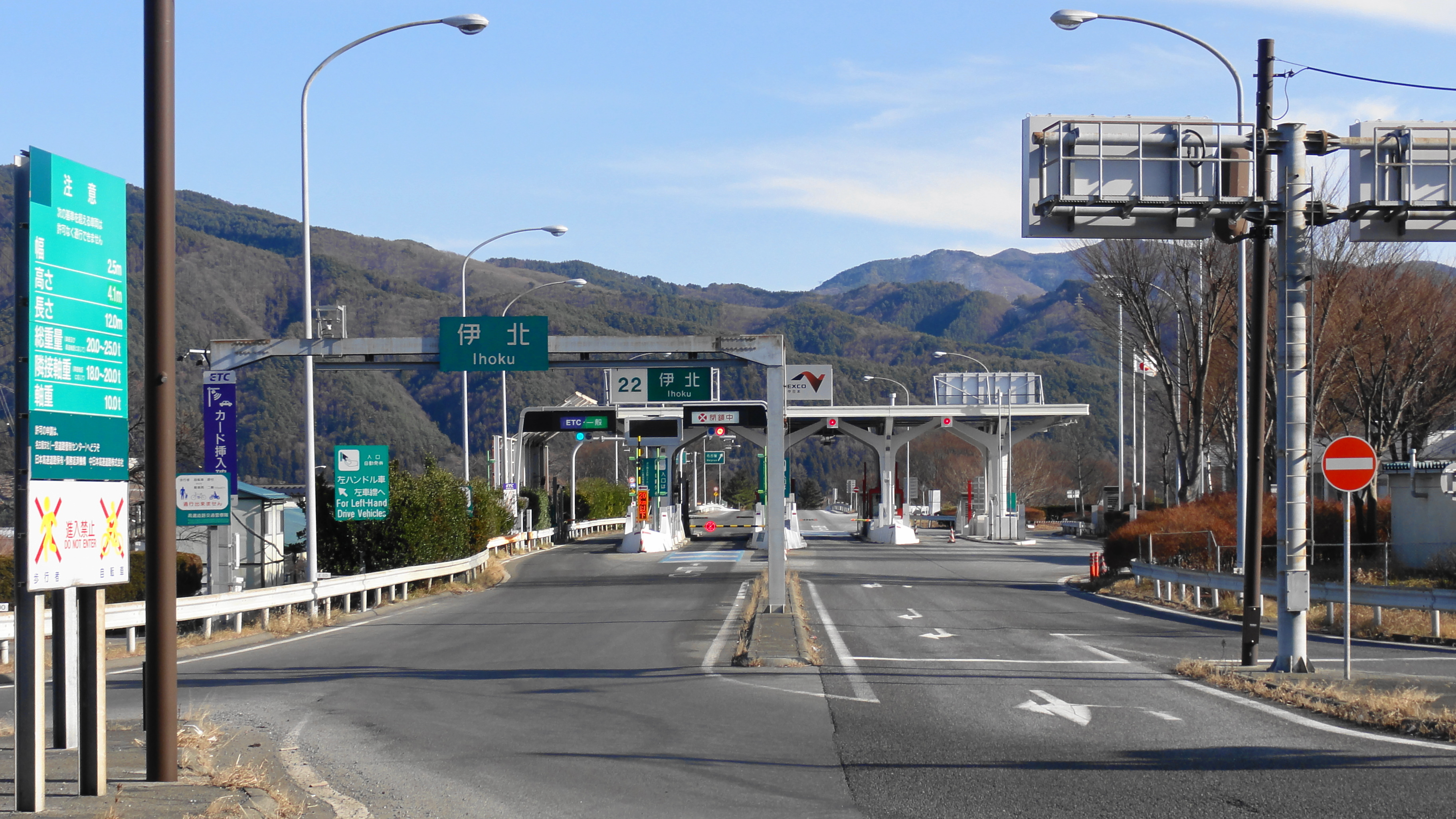
伊北IC

### 鉄道
中心となる駅：伊那松島駅

#### 鉄道路線
東海旅客鉄道（JR東海）
■ 飯田線：- 木ノ下駅 - 伊那松島駅 - 沢駅 -

### バス
コミュニティバス
- 箕輪町コミュニティバス「みのちゃんバス」
  - 町が運行するコミュニティバス。伊那バスへ運行委託。伊那バス#コミュニティバスを参照。

一般路線バス
- 伊那バス
  - 伊那本線（伊那市街地 - 南箕輪村 - 箕輪町）

伊那市、南箕輪村、箕輪町による試験運行。伊那バス、JRバス関東へ運行委託。

#### 高速バス
- 飯田・伊那 - 新宿線
- 飯田・伊那 - 立川線
- ベイブリッジ号 - 飯田・駒ヶ根・伊那 - 横浜線
- 箕輪・伊那 - 名古屋線
- アルペン伊那号 - 名神深草（京都市）、阪急梅田駅行き
- みすずハイウェイバス - 飯田・駒ヶ根・伊那 - 松本・長野線

### 道路

#### 高速道路
中日本高速道路（NEXCO中日本）
- 中央自動車道：- 伊北IC - 箕輪BS -

#### 国道
- 国道153号
  - 箕輪バイパス

#### 県道
主要地方道
- 長野県道19号伊那辰野停車場線（竜東線）
- 長野県道88号伊那箕輪線（春日街道）

一般県道
- 長野県道203号与地辰野線（西県道）

#### 農道
- 伊那西部広域農道

## 観光

### 名所・旧跡
主な城郭
- 福与城：県指定史跡
- 上ノ平城：県指定史跡
- 松島本城
- 箕輪城

主な神社
- 蕗原神社
- 高橋神社
- 津島神社
- 松島神社
- 箕輪南宮神社
- 小河内神社
- 御射山三社

主な寺院
- 無量寺 - 阿弥陀如来像は国の重要文化財

主な遺跡
- 松島王墓古墳（前方後円墳）

主な史跡

### 観光スポット
- 萱野高原
- ながた温泉・ながた自然公園
- 箕輪ダム（もみじ湖）
- 水の郷百選 - 「日本一を目指す もみじが水源地を 彩るまち」
- 信州伊那梅苑
- 古田人形芝居 - 長野県選択無形文化財
- 赤そばの里[1]
- 権現桜

## 文化・名物

### 名産・特産
料理
- ローメン - 羊の肉を使った炒め麺料理。木ノ下駅近くに「シャントン」という老舗がある。
- 信州蕎麦

## 出身関連著名人
- 岩崎長思（教育者、郷土史家）
- 浦野東洋一（教育学者）
- 大下宇陀児（作家）
- 荻原廣（杏林製薬創業者）
- 小口隼也（俳優）
- 唐澤範行（公立諏訪東京理科大学理事長）
- 唐澤民賢（俳優）
- 北川直美（バスケットボール選手）
- 木下信（政治家）
- 西藤俊哉（フェンシング選手）
- 酒井祐之助（建築家、発明家、実業家）
- 柴浩二（俳優、モデル）
- 柴宮忠徳（画家）
- 征矢匠（プロレスラー）
- 征矢学（プロレスラー）
- 竹内章（地質学者）
- 千葉健太（陸上選手）
- 月野ぽぽな（俳人）
- 中村元起（教育者）
- 平沢豊満（元セイコーエプソン専務、前箕輪町長）
- 藤澤古實（彫刻家、歌人）
- 古庄龍太郎（映像クリエイター）
- 北條芳隆（教授、考古学者）
- 向山一人（KOA創業者）
- 八幡宥喜（野球選手）
- 山川拓馬（陸上選手）
- 山口進（洋画、創作木版画家）
- 山下秀明（元旭硝子社長、元旭硝子財団理事長）
- 山本龍洞（浮世絵師、日本画家）
- 寄藤文平（イラストレーター）